# 圣方济各圣殿 (阿斯科利皮切诺)
圣方济各圣殿（Basilica di San Francesco）是一座罗马天主教的宗座圣殿，位于意大利马尔凯大区阿斯科利皮切诺的人民广场（Piazza del Popolo），哥特式建筑。

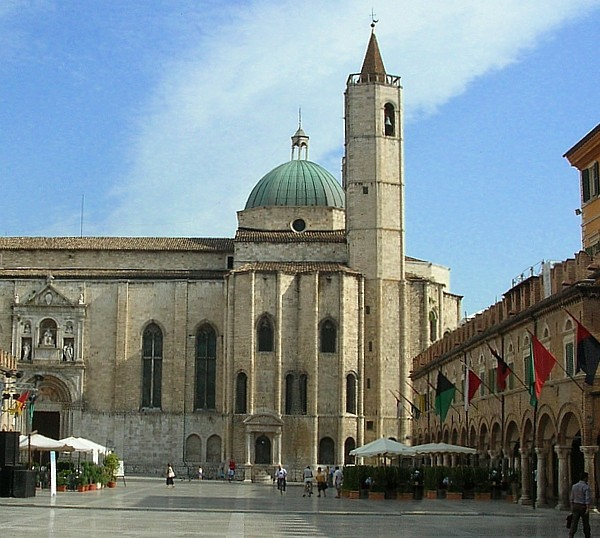
从人民广场看教堂，有穹顶、钟楼、儒略二世雕像以及拉扎罗·莫雷利的小神龛。

## 历史

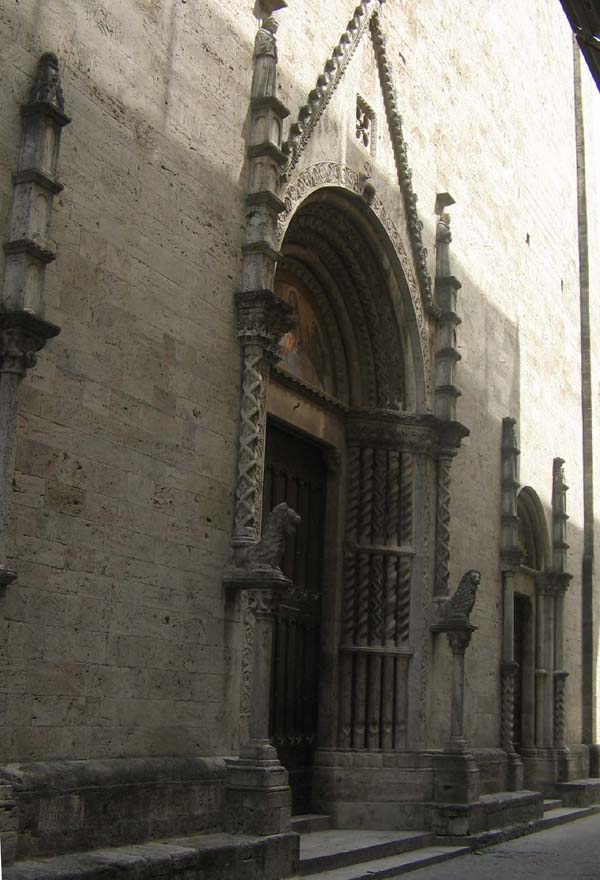
主立面

该堂建筑始建于1258年，祝圣于1371年。教堂为拉丁十字布局，有三个中殿，由六边形柱子隔开。高大的六角形钟楼在半圆形后殿附近，完成于15世纪，铜皮圆顶（1548年）和带肋的天花板直到16世纪才完工。主立面位于一条狭窄的小巷中，有三个入口，每个入口都有都有山形牆面和精致的细立柱。正门装饰着精雕细刻的大理石石柱，顶部有狮子，显示了罗马式建筑的影响。山形牆面的顶部有一个羔羊雕塑，是羊毛商人行会的象征，他们赞助了建筑的修建。
教堂的东侧包括有五道拱门的商人凉廊（Loggia dei Mercanti，1513年），由贝尔纳迪诺·达卡罗纳设计。教堂的西侧是大回廊（Chiostro Maggiore）。

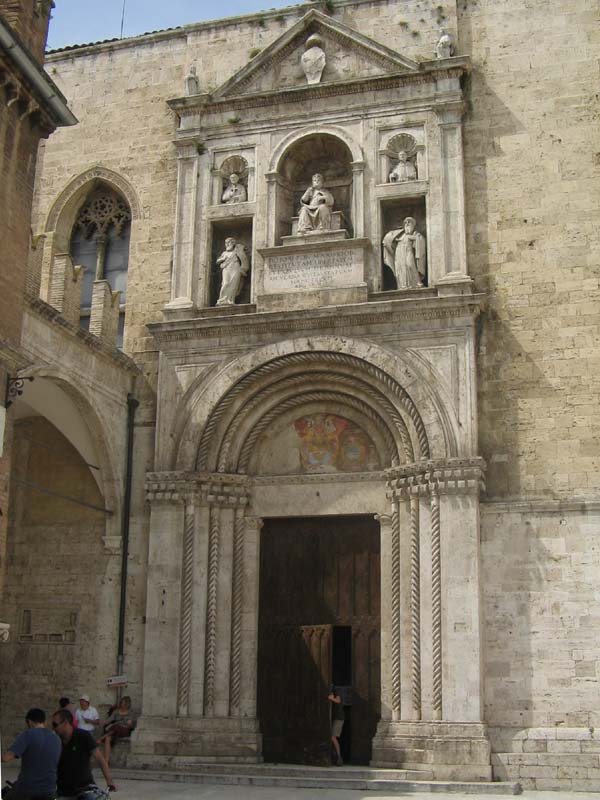
儒略二世纪念碑

沿着教堂的右侧，面向人民广场，是教堂的侧门，这是一个圆形拱门，拱型凹槽中有半月型壁畫，其上方有教宗儒略二世（1506–10）正在祝福的坐像。下面的牌子译文为：“教宗儒略二世恢复了自由，驱逐了暴君。阿斯科利人民于主后1510年立此雕像。” 这座雕像是为了纪念教宗于1504年控制了这座城市，监禁吉伯林派暴君阿斯托尔托·吉德罗奇（Astolto Guiderocchi）。
在儒略门以北几米处，在右耳堂的外墙上，有一个小神龛，用铁格栅门保护着圣像《圣母拜子》，两侧有科林斯柱子。前面有三级圆形的台阶。传统认为设计（1639年）者是贝尼尼的学生拉扎罗·莫雷利（Lazzaro Morelli） 但也有人将其归于西尔维奥·乔萨法蒂（Silvio Giosafatti）。
17世纪的石灰石讲坛由安东尼奥·乔萨法蒂完成。祭坛画描绘“耶稣和使徒”，教堂内还有比亚吉奥·米尼拉（Biagio Miniera）和尼科拉·蒙蒂（Nicola Monti）的画作。邻近的建筑，原方济各会修道院有两个回廊。较大的大回廊（Chiostro Maggiore）又名 Piazza della Verdura设有日常食品市场。。
42°51′36″N 13°34′13″E / 42.86000°N 13.57028°E